# General Francisco Caballero Álvarez
General Francisco Caballero Álvarez é uma cidade do Paraguai, Departamento Canindeyú.

## Transporte
O município de General Francisco Caballero Álvarez é servido pela seguinte rodovia:
- Caminho em terra ligando o município de Katueté a cidade de Puerto Adela.
- Ruta 10, que liga a cidade de Villa del Rosario (Departamento de San Pedro). ao município de Salto del Guairá (Departamento de Canindeyú).[1][2][3]